# Palazzo Fossombroni
Palazzo Fossombroni è situato a Firenze, in via Borgognissanti 2 ma è accessibile anche da Via dei Fossi 7/r tramite una corte interna. 
La parte tergale dell'edificio che dà sulla corte si affaccia anche sul giardino del palazzo.

## Storia e descrizione
Federico Fantozzi (1843) indica qui un palazzo Fossombroni, che "fino dall'anno 1838 è divenuto abitazione di S.E. il conte Vittorio Fossombroni aretino attuale meritissimo ministro degli affari esteri in Toscano, e chiarissimo autore di opere idrauliche pregevolissime". Per quanto si trovi anche l'attuale edificio citato come palazzo Fossombroni, è certo che le forme odierne non rispondono più a quanto osservato da Fantozzi, viste le profonde trasformazioni subite nel tempo dall'immobile, la principale delle quali da identificare nella riduzione del fronte operata nei primi decenni del Novecento (1920/25 circa, si veda il materiale conservato presso l'Archivio storico del Comune di Firenze) per ampliare la piazza Carlo Goldoni e consentire una migliore sistemazione del tracciato per i filobus.
Nel dopoguerra fu sede di importanti riunioni del Partito Liberale.
Il salone al primo piano è costituito da un'unica stanza totalmente affrescata circondata da un ballatoio di legno percorribile.
In alcuni locali del piano terra è situata attualmente la farmacia Müstermann, inserita nell'elenco degli edifici storici fiorentini. Fondata nel 1897 dal farmacista tedesco dottor Müstermann che aveva introdotto per primo in città le cure omeopatiche, si sarebbe trasferita in questi ambienti nel 1908, con la denominazione di farmacia Anglo-americana, mantenuto fino al 1935. L'esercizio conserva alcuni arredi originari sebbene modificati nel tempo.

### Il giardino

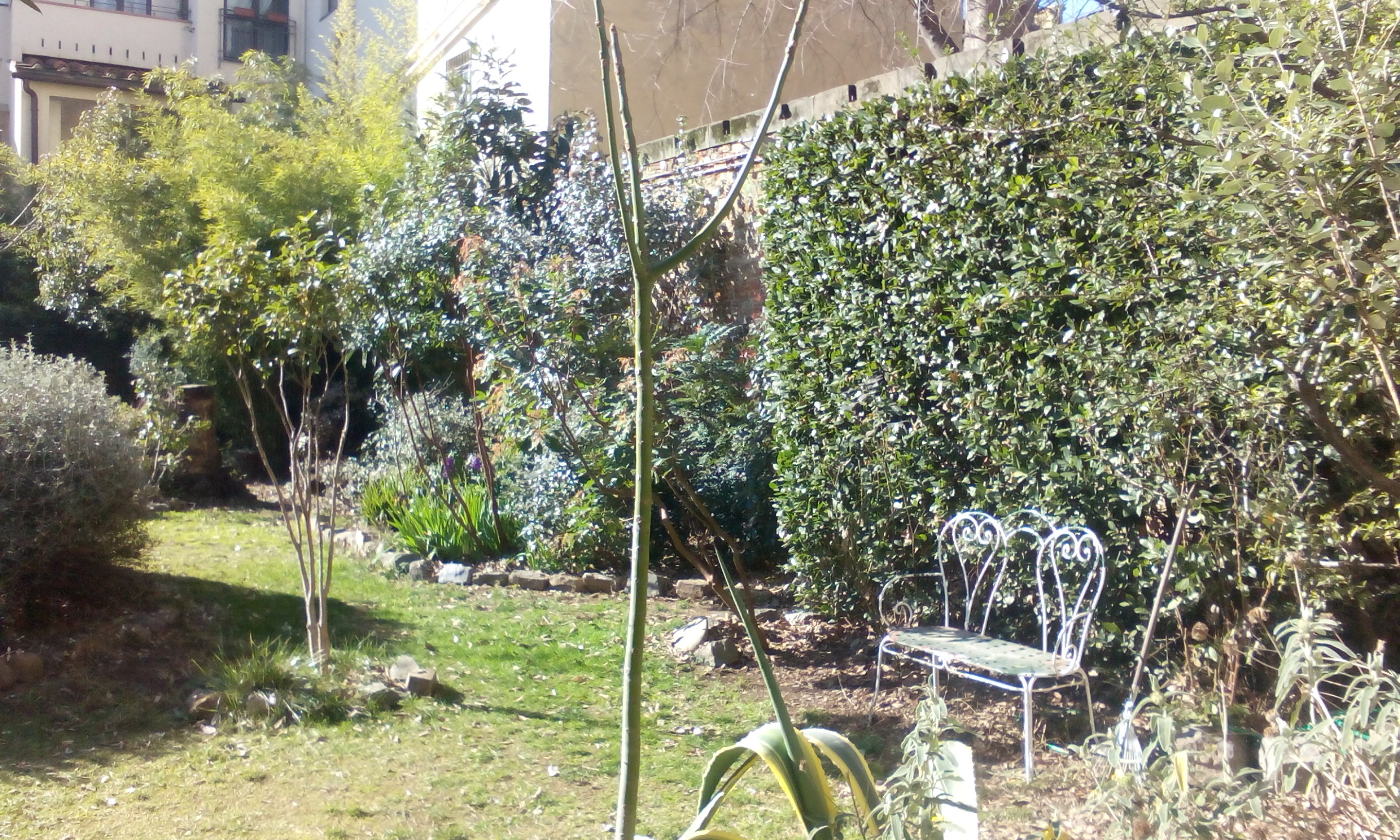
Scorcio del giardino restaurato dal Botanico Guido Fossombroni

Il giardino, su cui si affaccia la parte tergale dell'edificio, faceva parte nel passato degli orti del convento di San Paolino, con cui ancora oggi confina. Testimonianza di questo è la forma ad hortus conclusus, di origine medievale, cioè delimitato da quattro mura. Il particolare microclima di questo giardino ha reso possibile la coltivazione al suo interno di piante di alto valore botanico. Sono state piantate nel tempo molte rarità tipo: Osmanthus yunnanensis, Zanthoxilum alatum, ecc.
- Magnolia grandiflora
- Cupressus sempervirens
- Acer pseudoplatanus (sicomoro o acero di monte)
- Quercus ilex
- Quercus robur (farnia)
- Fraxinus ornus (orniello)
- Cinnamomum camphora (canforo)
- Eriobotrya japonica
- Laurus nobilis (alloro)
- Osmanthus fragrans (Olea fragrans)
- Acca sellowiana
- Rhamnus alaternus (alaterno)
- Arbutus unedo (corbezzolo)
- Hibiscus syriacus
- Myrtus communis (mirto)
- Prunus cerasus (marasco)
- Prunus spinosa (prugnolo)
- Crataegus monogyna (biancospino)
- Zanthoxilum alatum
- Pistacia lentiscus
- Firmiana simplex
- Osmanthus yunnanensis
- Arbutus x andrachnoides